# Посан (станция метро)
«Посан» (кор. 동두천역) — наземная станция Сеульского метро на Первой линии (локального сообщения); это одна из пяти станций на территории Тондучхона (все на одной линии). Она представлена двумя боковыми платформами. Станция обслуживается корпорацией железных дорог Кореи (Korail). Расположена в квартале Тондучхон-дон (адресː 422 Bosan-dong, 2539 Pyeonghwaro) в городе Тондучхон (провинция Кёнгидо, Республика Корея). На станции установлены платформенные раздвижные двери.
Пассажиропоток — на 1 линии 4 034 чел/день (на 2012 год).
Первая линия Сеульского метрополитена была продлена на 23,2 км до города Тондучхон — участок Канын—Соёсан, и было открыто 9 станций (Соёсан, Тондучхон, Посан, Тондучхончунан, Чихэн, Токчон, Токке, Янджу, Нокян, 15 декабря 2006 года.